# Ђуклани (Арђеш)
Ђуклани (рум. Giuclani) насеље је у Румунији у округу Арђеш у општини Чомађешти. Oпштина се налази на надморској висини од 433 m.

## Становништво
Према подацима из 2002. године у насељу је живело 178 становника, од којих су сви румунске националности.